# Natalie Cole

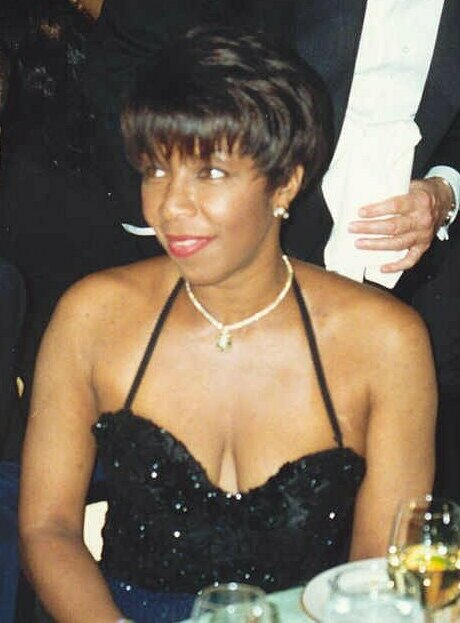
Natalie Cole 1992.

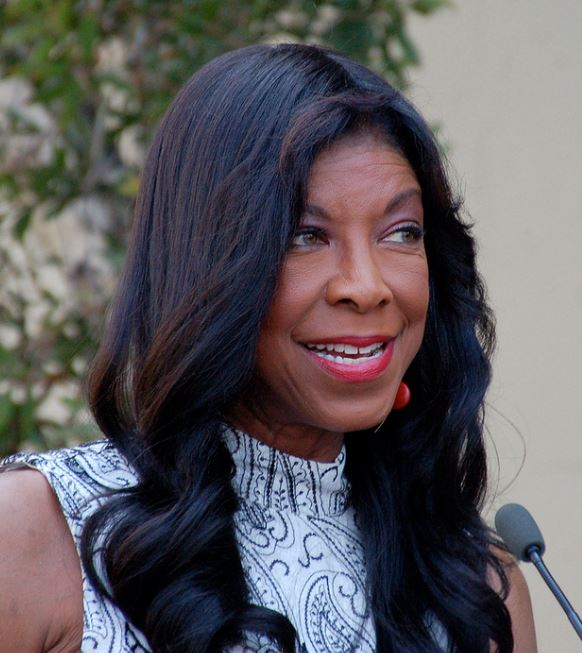
Natalie Cole 2013.

Natalie Maria Cole, född 6 februari 1950 i Los Angeles, Kalifornien, död 31 december 2015 i Los Angeles, Kalifornien, var en amerikansk sångerska och dotter till Nat King Cole.
År 1975 fick hon en Grammy som bästa nya artist.
På hennes album Unforgettable ... With love från 1990 sjöng hon sin fars sånger. Albumet innehåller även en duett med honom som är gjord genom en trickinspelning.
Natalie Cole medverkade på Macy Grays album, Big.

## Diskografi
Studioalbum
- 1975 – Inseparable
- 1976 – Natalie
- 1977 – Unpredictable
- 1977 – Thankful
- 1979 – I Love You So
- 1980 – Don't Look Back
- 1981 – Happy Love
- 1983 – I'm Ready
- 1985 – Dangerous
- 1987 – Everlasting
- 1989 – Good to Be Back
- 1991 – Unforgettable... with Love
- 1993 – Take a Look
- 1994 – Holly & Ivy
- 1996 – Stardust
- 1999 – Snowfall on the Sahara
- 2002 – Ask a Woman Who Knows
- 2006 – Leavin'
- 2008 – Still Unforgettable
- 2008 – Caroling, Caroling: Christmas with Natalie Cole
- 2013 – Natalie Cole en Español

Livealbum
- 1978 – Natalie Live!
- 1996 – A Celebration of Christmas (med José Carreras och Plácido Domingo)
- 2010 – The Most Wonderful Time of the Year (med Mormon Tabernacle Choir)

Singlar (topp 10 på Billboard R&B)
- 1975 – "This Will Be (An Everlasting Love)" (#1)
- 1975 – "Inseparable" (#1)
- 1976 – "Sophisticated Lady (She's a Different Lady)" (#1)
- 1976 – "Mr. Melody" (#10)
- 1977 – "I've Got Love on My Mind" (#1)
- 1977 – "Party Lights" (#9)
- 1977 – "Our Love" (#1)
- 1978 – "Annie Mae" (#6)
- 1979 – "Stand By" (#9)
- 1979 – "Gimme Some Time" (med Peabo Bryson) (#8)
- 1987 – "Jump Start" (#2)
- 1987 – "I Live For Your Love" (#4)
- 1987 – "Over You" (med Ray Parker Jr.) (#10)
- 1988 – "Pink Cadillac" (#9)
- 1989 – "Miss You Like Crazy" (#1)
- 1989 – "I Do" (med Freddie Jackson) (#7)
- 1991 – "Unforgettable" (med Nat King Cole) (#10)

Samlingsalbum
- 1982 – The Natalie Cole Collection (återutgiven 1987)
- 1992 – TWIN BEST NOW
- 1995 – I've Got Love on My Mind
- 1997 – This Will Be: Natalie Cole's Everlasting Love
- 1998 – SUPER BEST
- 2000 – Greatest Hits, Vol. 1
- 2001 – Love Songs
- 2001 – The Best of Natalie Cole
- 2003 – Anthology
- 2010 – Original Album Series